# Aulocalycidae
Aulocalycidae is een familie van sponsdieren uit de klasse van de Hexactinellida. 

## Onderfamilies
- Aulocalycinae Ijima, 1927
- Cyathellinae Janussen & Reiswig, 2003